# JAWS
JAWS (von Job Access With Speech, englisch für „Arbeitszugang mit Sprache“) ist ein kostenpflichtiger Screenreader, der Textausgabe vom Computerbildschirm per Braillezeile und/oder Sprachausgabe ermöglicht. Die Software gilt als Marktführer im Bereich der Bildschirmleseprogramme. JAWS lässt sich durch Skripte an die Bedürfnisse des Benutzers bzw. die Anforderungen eines bestimmten Programms anpassen und ermöglicht auch den Umgang mit Anwendungen, die nur ein geringes Maß an Barrierefreiheit bieten.

## Geschichte
JAWS war ursprünglich ein Produkt der US-amerikanischen Henter-Joyce Inc. Seit der Fusion mit Blazie Engineering und Arkenstone wird das Projekt von der daraus neu entstandenen Freedom Scientific, Inc. betreut, einer in Saint Petersburg in Florida ansässigen Firma, die verschiedene Hard- und Software für blinde und stark sehbehinderte Menschen entwickelt. 1989 wurde JAWS für MS-DOS von Ted Henter veröffentlicht. Der Nachfolger JAWS for Windows, der die nunmehr immer weiter verbreitete Windows-Plattform unterstützte, erschien 1993. Neben zahlreichen sogenannten Hotfixes erscheint etwa jedes Jahr ein Update. Es gibt sowohl eine 32-Bit-Version als auch eine 64-Bit-Variante.
JAWS ist eines der wenigen wirklich verbreiteten Screenreader-Programme. Auch wenn die Software nicht in allen Fällen ideal ist, wird sie als eines der besten Produkte in ihrem Bereich angesehen. Um in allen Fällen Programme und/oder Browser bedienen zu können, ist die parallele Installation verschiedener Programmversionen üblich.
JAWS ist in Deutschland ein zugelassenes Hilfsmittel, welches nach der Feststellung der medizinischen Notwendigkeit von den gesetzlichen Krankenversicherungen übernommen oder bezuschusst werden kann. Im Hilfsmittelverzeichnis der gesetzlichen Krankenversicherung ist es unter der Nummer 07.99.03.2001 eingetragen.